# 迎賓路駅 (瀋陽市)
迎賓路駅（げいひんろ-えき）は中華人民共和国遼寧省瀋陽市于洪区に位置する瀋陽地下鉄1号線の駅である。

## 駅構造
島式ホーム1面2線の地下駅で、ホームドア設置駅。出口はA・B・Cの3箇所ある。
のりば
駅北側から、
| ■1号線 | 于洪広場・張士・十三号街方面   |
| ■1号線 | 瀋陽駅・青年大街・黎明広場方面 |

## 駅周辺
- 北里生活購物中心
- 瀋陽市于洪区中医院
- 一汽馬自達瀋陽中連銷售服務店
- 広黎徳大酒店
- 于洪派出所
- 瀋陽市旅游翻訳学校
- 于洪中心小学

## 歴史
- 2010年9月27日 - 開業。

## 隣の駅
瀋陽地下鉄
■1号線
于洪広場駅 - 迎賓路駅 - 重工街駅